# Château de Kubota
Pour les articles homonymes, voir Kubota (homonymie).
 (septembre 2016).
Si vous disposez d'ouvrages ou d'articles de référence ou si vous connaissez des sites web de qualité traitant du thème abordé ici, merci de compléter l'article en donnant les références utiles à sa vérifiabilité et en les liant à la section « Notes et références ».
Le château de Kubota (久保田城, Kubota-jō) est un château japonais situé dans la ville d'Akita, préfecture d'Akita au Japon. Durant toute l'époque d'Edo, le château de Kubota est le siège historique du clan Satake, daimyos du domaine de Kubota, maîtres du nord de la province de Dewa. Le château est aussi connu sous les noms Yadome-jō (矢留城) ou Kuzune-jō (葛根城). Dans les documents officiels du shogunat Tokugawa, le château est appelé Akita-jō (秋田城), bien que ce nom est à présent plus souvent employé pour désigner le château d'Akita de l'époque de Nara qui était situé non loin.

## Situation
Le château de Kubota est de style hirayama, bâti sur une petite élévation (40 m) sur la rive gauche de la Nibetsu-gawa (rivière Asahi), affluente de l'Omono-gawa, incorporant la rivière et les zones humides adjacentes dans ses défenses. L'enceinte principale est protégée par un système de fossés humides, des fortifications en terre et huit yagura (tours de guet). Cependant, le château n'a que très peu de murs en pierre, qui ne sont pas communs dans la province de Hitachi, précédente région d'origine du clan Satake. Le château n'a jamais eu non plus un imposant donjon, peut-être pour éviter d'attirer les soupçons du shogunat Tokugawa.

## Histoire

### En tant que château de Kubota
Satake Yoshinobu, est réaffecté à la province de Dewa en provenance des territoires ancestraux du clan par Tokugawa Ieyasu en 1602 et arrive sur le site du futur château de Kubota le 17 septembre de la même année. Les travaux commencent immédiatement pour ériger un nouveau château, avec l'enceinte principale achevée avant le 28 août 1604 et l'aménagement d'une jōkamachi (ville-château) l'entourant. La ville continue l'expansion prévue en 1607, 1619, 1629 et 1631 avec un système de rues et de fossés. Le château connaît un incendie le 21 septembre 1633 pendant le mandat de Satake Yoshitaka. Il est restauré en 1635. L'appellation « château de Kubota » apparaît pour la première fois dans des documents officiels datés de 1647.
Une grande partie de la ville-château, ainsi que plusieurs portes du château et le palais des daimyos brûle au cours d'un incendie le 2 avril 1776. L'enceinte principale est détruite lors d'un incendie subséquent causé par la foudre le 10 juillet 1778. Les réparations sont achevées le 24 mai 1781. Toutefois, un autre incendie le 10 mai 1797 détruit le donjon nord, deux yagura, deux casernes et de nombreux bâtiments mineurs.
Durant la guerre de Boshin de la restauration de Meiji en 1868, après quelques hésitations, le clan Kubota soutient le nouveau gouvernement de Meiji et en conséquence est attaqué par les forces du Ōuetsu Reppan Dōmei, en particulier les forces du domaine de Shōnai voisin. Après la fin de la guerre, le château est remis par le clan Satake au nouveau gouvernement le 17 juin 1869. En 1871, le domaine de Kubota est dissous dans la préfecture d'Akita à la suite de l'abolition du système han et le château devient le siège de la préfecture. Après le déménagement du siège de la préfecture d'Akita le 13 mars 1872, le château est abandonné. Par la suite, la plupart de ses douves sont comblées pour élargir les rues de la ville et la plupart de ses bâtiments mineurs sont démolis aux fins de récupération. Le 21 juillet 1880, un incendie se déclare dans l'enceinte principale abandonnée et détruit la plupart des constructions restantes. Seul un petit poste de garde dans la deuxième enceinte échappe à l'incendie. Une des portes restantes est déplacée dans un temple bouddhiste local en 1886. En 1890, le gouvernement restitue le site du château vide au clan Satake qui, par la suite, fait don de l'enceinte principale et de la deuxième enceinte à la ville d'Akita afin qu'elle les aménage en parc.

### En tant que parc Senshu
L'administration de la ville d'Akita le plante avec 1 170 arbres sakura en 1892 et construit un sanctuaire shinto sur le site de l'enceinte principale. Cependant, la ville transfère le parc au gouvernement préfectoral d'Akita en 1896, lequel engage un concepteur de jardin remarqué, Nagaoka Yasuhei, afin de dessiner un nouveau jardin et renomme le site Senshu kōen (千秋公園). Un sanctuaire Hachiman est construit sur le domaine en 1907 (le sanctuaire détruit par un incendie en 2005 est reconstruit dès 2007) ainsi que l'Iyataka-jinja, un sanctuaire dédié à Hirata Atsutane. Un certain nombre de bâtiments publics, dont la bibliothèque de la ville d'Akita, le centre civique d'Akita, le musée d'art d'Akita et le précurseur du zoo Omoriyama d'Akita sont construits sur le site. En 1984, le clan Satake fait don des 14,6 ha restants de l'ancien site du château à la ville d'Akita.

### De nos jours
Une des yagura d'angle du château est reconstruite en 1989 pour stimuler le tourisme local. Elle abrite un petit musée d'histoire. La grille d'entrée du château est reconstruite en 2001. Le château est classé parmi les cent châteaux japonais remarquables par la Japanese Castle Foundation (日本城郭協会, Nihon Jōkaku Kyōkai) en 2006.
Le site héberge également le musée historique Satake consacré à l'histoire du clan Satake, et l'ancienne maison Kurosawa, maison de samouraï de l'époque d'Edo, installée dans le parc en 1988. L'ancienne maison Kurosawa est classée comme bien culturel important national.